# Вулкан Врангеля
Вулкан Врангеля (англ. Mount Wrangell, атабаск. K’ełt’aeni) — действующий вулкан высотой 4278 метров в одноимённых горах в штате Аляска, США. 
Назван в честь директора «Российско-американской компании» Ф. П. Врангеля.